# Омар, Абделькадер Талеб
Абделькадер Талеб Омар (араб. عبد القادر طالب عمر‎, ʿAbd āl-Qādar Ṭāleb ʿOmar; род. 27 марта 1951) — премьер-министр Сахарской Арабской Демократической Республики с 29 октября 2003 по 4 февраля 2018 года в рамках правительства в изгнании, провозглашённого Полисарио.

## Биография
Омар — ветеран фронта Полисарио, проживает в изгнании в провинции Тиндуф, Алжир с 1975 года. Он занимал некоторые министерские посты в прошлых правительствах, занимал должность спикера Sahrawi National Council (парламента в изгнании) в период 1995—1998, а также Wali (Губернатор) лагеря беженцев Smara, близ Тиндуфа.
Был назначен на пост премьер-министра президентом SADR Мухаммедом Абдельазизом, в рамках XI Генерального народного конгресса, проводимого в Тифарити 29 октября 2003 года, и назначен на второй срок в начале 2012 года.
Рассматривается как либеральный политик, предпочитающий возвращение Миссии ООН по проведению референдума в Западной Сахаре продолжению вооружённой борьбы.